# Вогонь (міфологія)
Вогонь — одна з найдавніших стихій, яка підкорила уяву людини своєю загадковістю, силою та могутністю. Захоплення полум'ям було настільки всеосяжним, що в античні часи з'явився культ цілого ряду духів, гідних поклоніння стародавніх людей. Повелителі руйнівної й рятівної стихії й донині гордо значаться як боги вогню в міфології та космології багатьох народів.

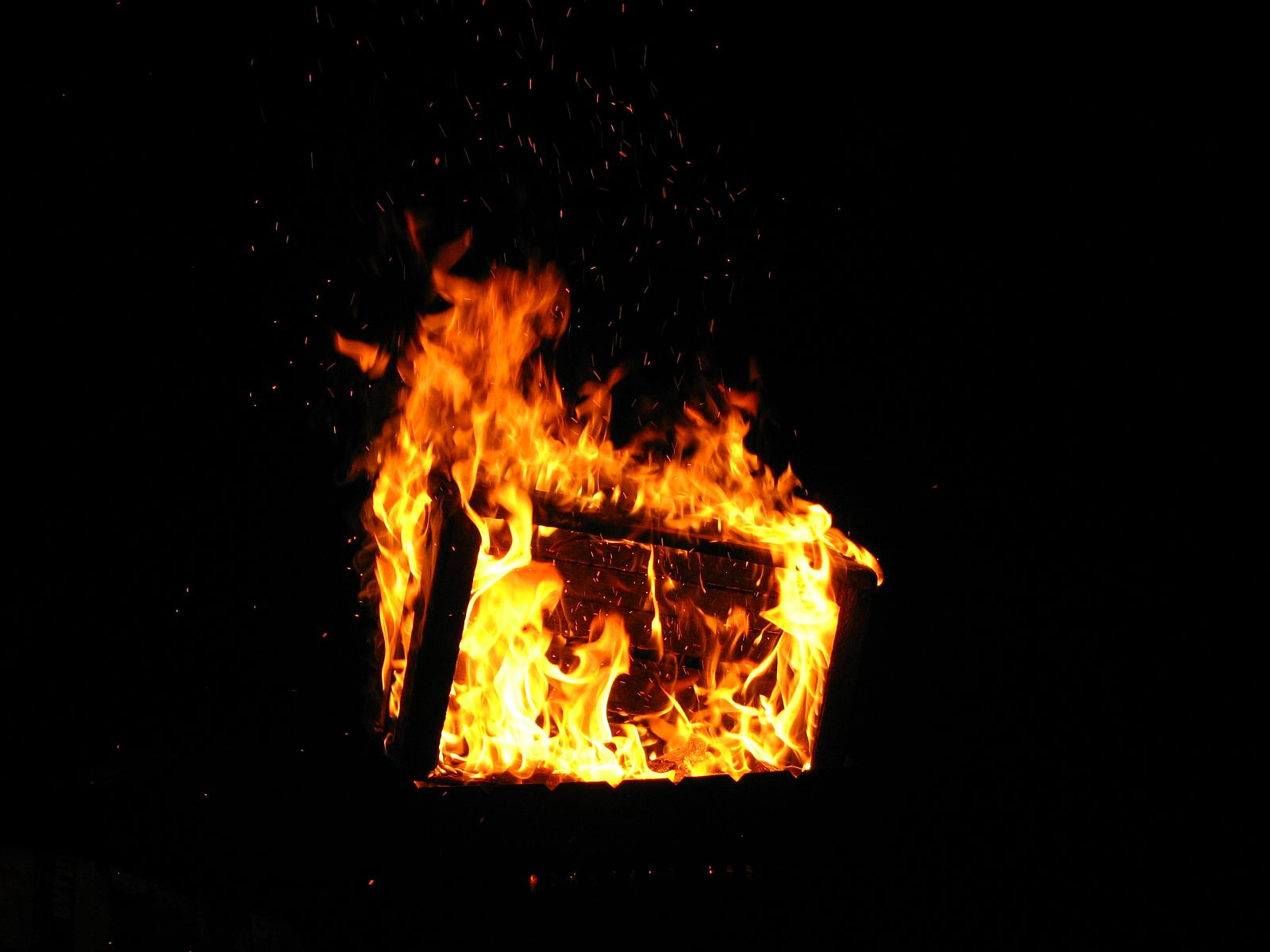

## Походження вогню
Майже у всіх народів вогонь має божественне походження. Велика сила, якою володіє вогонь, не дозволяла людям думати про те, що сама людина могла добути ту іскру, з якої розгорівся вогонь.
Вогонь завжди вважався священним. Первісним людям, щоб добути вогонь, потрібно було дуже постаратися, тому вогнище завжди оберігалось і підтримувалось. Адже без вогню неможливо було зігрітись або приготувати їжу. Знання про вогонь передавались із покоління в покоління, про його силу батьки розповідали своїм дітям, а оберігати вогонь було священним обов'язком кожної людини.
Міфи про походження вогню оповідають про багатогранність цієї стихії. В першу чергу вогонь був небесним творінням. Це і сонце, і блискавка, а також боги, які уособлювали ці сили. Часто зустрічається жертовний вогонь. Його запалювали на честь загиблих або померлих людей, за допомогою вогню жерці спілкувалися із богами, благаючи у них захисту або допомоги. Але існує і вогонь підземний, що вважається смертельним і руйнівним.
Кожний народ поклонявся вогню. Про це свідчать не тільки численні обряди, а й складені століттями легенди та міфи.

## Культ вогню у народів світу
Давня людина не розрізняла живої та неживої природи — вона одухотворювала все довкілля. А фізичні властивості вогню нагадували періоди розвитку людини, її життя: народження; досягнення найвищого розквіту, сили; поступове згасання; нарешті — смерть.
Горіння різноманітних предметів уявлялось як поглинання їжі якоюсь химерною істотою. В українській загадці про вогонь сказано: «Скільки б не їв, ніколи ситий не буде». Мирне тепло домашнього вогнища або, навпаки, жорстоке знищення вогнем природи й плодів людської діяльності наштовхувало на думку про зміну настрою та особливості характеру вогню. Тому спочатку виникали уявлення про вогняного духа.
Так, індіанці Сполучених Штатів Америки, щоб здобути прихильність вогню, приносили йому в жертву жменю тютюну, який кидали у вогнище зі словами-замовляннями: «Візьми, пали й не чини мені шкоди».
Подібні жертви вогняному духові приносили й мексиканські індіанці, а монголи, евенки й туркмени перед тим, як розпочати трапезу, кидали у вогонь шматок їжі або виливали трохи питва.
Невгасимий вогонь на вежах по горах обожнювали давні перси.
Давні індуси поклонялись богу вогню Аґні, який був також символом несмертельного вічного світла. На вівтарях Мінерви в Афінах підтримували вічний вогонь, Церери в Мантенеї, Аполлона в Дельфах, Вести в Римі.
Культ вогню був дуже простий: треба було пильнувати, щоб завжди було трошки жару, щоб вогонь увесь час жеврів, бо коли вогонь вгасав, бог переставав жити.

### Пантеон богів вогню
У кожного народу чи племені був свій бог вогню, якому поклонялись, приносили пожертвування. Про богів складались легенди, пісні.
Людина прагнула не тільки персоніфікувати символи, недоступні розумінню, а й дати їм назву. Так отримали найменування й боги вогню. Імена, придумані різними народами, були зовсім різні як у вимові, так й в образі, який створювався у свідомості давніх людей.

#### Індія
У Стародавній Індії існувала релігія, що базується на священних книгах — Ведах, згідно з якими людина повинна була поклонятися природі у всіх її проявах. При цьому самим шанованим був бог сонця і світла Сур'я та його земний прообраз — ведичний бог вогню - Агні. Шаною і повагою просякнуте ім'я цього духу. Юному і могутньому захисникові всього народу були присвячені численні гімни, число яких поступається лише похвальним пісням на славу Індрі, богу — громовержцю.
Подібна прихильність і любов пояснювалася насамперед вірою людей в те, що Агні вдень і вночі стоїть на сторожі їх спокою, охороняючи від підступних повелителів ночі і ратуючи за достаток їжі і матеріальних благ у будинку кожного.

#### Скандинавія
Образ красеня Локі з вогненно-рудим волоссям у скандинавській міфології якнайкраще підходив під категорію «бог вогню» й був нерозривно пов'язаний з негативними, низькими рисами людини. Спочатку король полум'я був цілком нешкідливим духом, символом будинку та під час зародження життя, але поступово сприйняття людей кардинально змінилося. Згодом можна навіть виявити у Локі деякі риси Люцифера, такі як неправда, зло, заздрість й неймовірне бажання спокушати людину, перевіряючи на міцність її цінності й життєві принципи.

#### Давня Греція
У давньогрецькій міфології найвправнішим й найталановитішим майстром був Гефест, бог вогню і ковальського ремесла. Він з народження був кульгавим і слабким. Його мати, Гера, дружина бога - громовержця Зевса була розгнівана, вперше побачивши немовля з фізичними вадами, й скинула дитя з Олімпу. Над дитиною зглянулися морські богині й виростили чудового богатиря з міцними і сильними руками, який кував вишукані прикраси зі срібла та золота.
За легендою більшу частину свого часу Гефест проводив у кузні, де з допомогою циклопів створював незламне озброєння та обладунки для Афіни, Зевса та Ахіллеса, чудові прикраси для богинь й кубки для бенкетів богів.

#### Рим
Вулкан, бог вогню в римській міфології, повністю відповідав Гефестові з Еллади, маючи лише невеликі особливості. Кульгавість на обидві ноги була дарована Вулкану не від природи, а в результаті люті батька, Юпітера, який в бурхливому сплеску емоцій скинув недбайливого сина з небес.
Цей володар полум'я, як і інші боги вогню, був майстром у ковальській справі й з успіхом кував блискавки для свого запального батька, а також зброю для інших богів у надрах вулкана Етни у Сицилії, де йому допомагали жінки і циклопи. На відміну від інших богів вогню, Вулкану приписувались окультні здібності, завдяки яким він міг відстрочити прийдешнє на найближчі десять років.

## Вогонь в українській міфології
ОГОНЬ (ВОГОНЬ). 1. За найстародавнішими космологічними поглядами давніх українців — первісна матерія чоловічої статі, що, поєднавшись з ДАНОЮ, утворила Любов, Землю та всі речі на ній. (За Я. Головацьким).
2. Стихія, що з давніх-давен українці обожнювали. Вогонь вважався живою, вічно голодною та очищувальною силою. За повір'ям вогонь — це багатство, тому не можна було давати його з дому, аби не збідніла родина. В капищах служителі язичницького культу (огнищани) утримували вічний вогонь як знак постійного доброго зв'язку з богами та безперервності життя й добробуту роду, племені, тощо. Він застосовувався під час весільного обряду: молоді, взявши шлюб, переступали підпалені снопи пшениці й жита або перестрибували через вогонь, щоб у життя йти чистими й багатими. Огонь використовувався у лікувальних цілях (напр., коли боліла голова, мили її водою, в яку кидали жаринки, примовляючи: «Креши вогню, жени біду» та ін.). (За О. Афанасьєвим).

#### Сварог— бог вогню

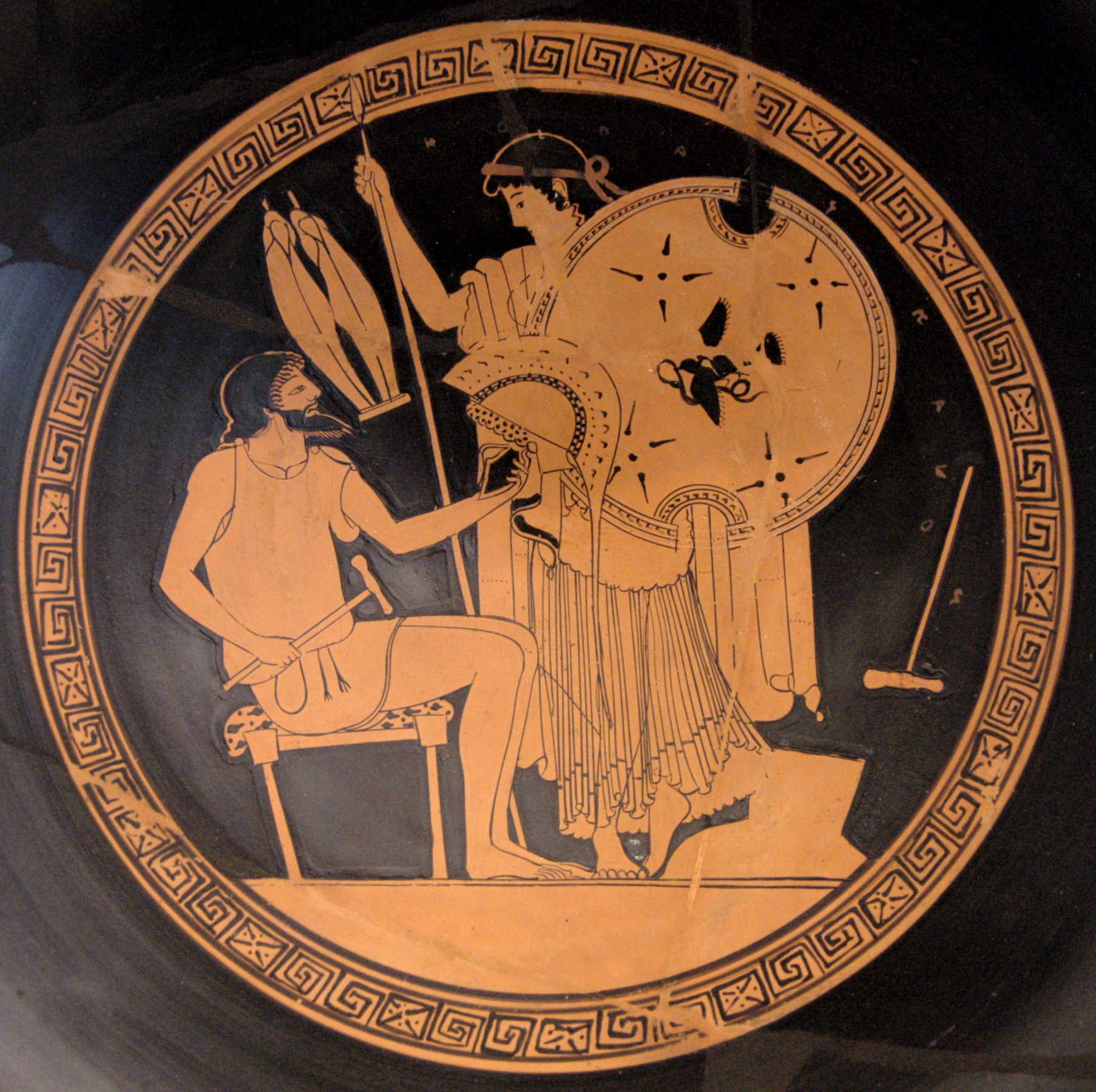

Сварог — Прабог, владика світу, батько Сварожичів.
Він навчив людей користуватися вогнем, виготовляти мідь та залізо. У небесному царстві Сварги живе син Сварога — Дажбог-сонце. Двір бога вогню стоїть на сімох велетенських залізних стовпах. До широкого, як небо, двору прабога ведуть калинові і золоті мости. В нічному небесному горінні Сварги через ці калинові й золоті мости приходять до пана господаря у гості боженько - ясне Сонечко, Місяченько, рожева Зоря і дрібен Дощик. Сварог радий таким гостям, а тому посеред двору для них завжди стоять понакривані столи, на яких горять золоті свічки, стоять золоті чаші з дорогими винами, лежать рум’яні калачі з ярої пшениці. Бо то не прості гості, а сини й дочки його.
Могутня Сварга, на гостряку храму Сварога, приносить людям вогонь, дає їм світло для родинного кола, креше іскри блискавиць для Перуна, лагодить колісницю сонця Дажбога, а для воїв-ратаїв креше іскри для знаменитих двосічних мечів. Крешана — то вогнистий птах, Жар-птиця могутнього бога, вона бере вогонь у сонця Дажбога й Сваргою креше ним з неба, ховає його всюди — і в дереві, і в камінні. А навесні вогненним воскресінням проганяє з землі зимову темряву, блискавицею приносить з неба благовіщення, що орій-хлібороб може вже починати землю кришити, тобто орати. Від слова «крес», «кресати», «креше» походить слово хрест. Рівнобічний хрест—Сварга — знамено Сварога. Ось чому, щоб викресати, здобути живий вогонь тертям палиці об палицю, дерево перехрещують.
У вогнистої Жар-птиці є дві сестри, які літають по всьому світу: Гаруда і Гоготуна. Адже вогонь і справді, як ті живі дві істоти, що все обнімаються, горять і гоготять.
Сонячна Жар-птиця здатна перевтілюватись в червоного і чорного коня. Червоний кінь — це сонце-небо, що жаром дихає, із ніздрів у нього пашить вогонь, а чорний або вороний кінь — це нічне небо. Ці коні-птахи переносять душі померлих після земного життя в царство духа предків — Вирій.
Орій споконвіків поклонявся й молився вогню — живому втіленню бога-світла, бо був огнищаном. В ті давні часи останки померлого клали на кам'яний ступ (стовп) і спалювали, щоб вогненний кінь Сварога чимшвидше переніс їх на Священну гору, де живуть душі пращурів. В ім'я вічної Сварги-неба, землі і води — пресвятої трійці, з молитвою до зоряного царства жило і житиме горде плем'я Сварожичів.
Ще з початку створення світу бог-коваль послав на землю своїх небесних помічників навчити людей користуватися вогнем, випалювати руду та виготовляти мідь і залізо, обробляти золото і срібло, будувати домни і кузні та багато іншого. Бог Сварог тоді скинув з неба на землю їм велетенські обценьки. Небесні ковалі Кузьма й Дем'ян викували тоді перший плуг та піймали тими обценьками за язик кровожерного змія-людожера та й запрягли його в плуг. І орали ним через болота, через ліси, через гори, аж до самого моря. Біля моря кровожерний змій дуже захотів пити й так довго пив, що аж лопнув. Ще й досі велетенські борозни від того плуга лишилися на священній землі Оріани, які люди стали називати «Змійовими валами».
А ще бог небесного вогню подарував нашим предкам, крім Золотого Плуга, Золоту Чашу та Золоту Сокиру для воїнів -охоронців Матері-Землі і заповів їм у Безсмерті берегти і шанувати землю і небо, бути байдужими до розкошів задля себе особисто, а заради примноження богатства і добробуту великого Роду.
День Золотого Плуга відзначався 1 листопада. То велике ковальське свято. Цього дня богові вогню приносили в жертву червоного півня.
До приходу ковалів з неба люди обробляли землю дерев'яними мотиками. Навчившись орати землю плугом та виготовляти різні господарчі знаряддя, вони почали збирати великі врожаї жита, пшениці та проса. Раніше оборонялися від нападів ворогів лише палицями та камінням, а тепер навчилися кувати мечі, наконечники стріл та бойові панцирі.
Бог Сварог — не тільки бог ковалів та ковальства, він також бог шлюбу і родинного щастя. Це він за проханням премудрої богині Лади, викував першу щастядайну обручку, про яку так багато складено пісень,  примусив людей жити у шлюбі. З небесного вогню утворилась і перша любов на землі.
Своїми вогненними блискавицями бог Сварог відкриває Сваргу — вхід до неба своїм синам Сварожичам, щоб вони приносили в людські душі небесний вогонь, розпалюючи в творчих серцях іскру натхнення, без якої не викуєш ані бойовий щит або меч, ані чудову жіночу прикрасу, яких так завжди бракує чарівним оріаночкам. Та бог вогню поважний і суворий, а тому рідко кому відкриває свої тайни.
На честь Сварога наші предки влаштовували змагання — біг із смолоскипами. Перемагав той, хто з палаючим смолоскипом перший прибував до мети. Богові вогню приносили всеспалювальну жертву. Сварога як бога ковальства і шлюбу вшановують ще 1 липня. Це друге велике ковальське свято, коли земних ковалів вшановують як чарівників бога вогню, бо вони в змозі викувати людське весілля.
Владика світу, від якого походять інші боги, за багато віків сумлінної праці заслужив собі відпочинок. Гордо і величаво сидить він на небесному троні у розкішному палаці посеред божественної оселі богів і чекає гостей, щирих та добрих приятелів — світлих богів. Сидить у великі свята Сварог і спочиває серед ласкавого сонячного проміння, а світом правлять його невтомні Сварожичі, котрих послав ще у предковічні часи він з неба на землю, щоб жив орій дружними родинами, щоб панувала міцна, як криця, общинна рівність та праведність, щоб з волелюбною вірою в єдиносущого і праведного Господа-Всебога орій завжди мав мудрість, своє місце і силу на землі.
Як слов'янський бог вогню був відомий і син Сварога, Симаргл (Огнебог). За своїм бажанням Симаргл міг обертатися у крилатого пса.
Відомий й Жароок — бог вогню у полян та інших українських племен Наддніпрянщини.

### Культ вогню в Україні
В Україні до останніх днів не тільки звали вогонь «святим», але й пильно підтримували його, загрібаючи жар у піч. Коли через недогляд вогонь згасав, і треба було його на другий день розпалювати, це викликало велике занепокоєння: "Оце вже, казали, якесь нещастя! Оце вже горенько моє: або я, або якесь із дітей, гляди, перекинеться…" — себто може вмерти.
З другого ж боку, якщо вогонь розпалювали десь у полі, чи в лісі, то хоч тут і не можна було, небезпечно, втримувати вогонь при житті, але ж не можна було й завдавати йому ґвалтовної смерти: не можна було ані заливати його водою, ані затоптувати ногами, — він мав умерти «своєю смертю», і тут щонайбільше можна було зробити — трохи розгребти жар, щоб він скоріше спопелів.
Для підтримування вогню у хаті мало було зберігати його у пічці, треба було ще й годувати його, ходити коло нього. Треба було ставити коло нього ще й горщик із водою, щоб було йому не тільки для «пиття», але й для «умивання»: "Як зварять вечерю, то згортають той жар на купу, і ставлять горнятко води у піч, у жар. А це, знаєте, так кажуть, що вогонь умивається вночі…"